# Лескова
Лескова је насеље у Србији у општини Тутин у Рашком округу. Према попису из 2022. било је 503 становника.
Овде се налази Ветропарк Девреч I.

## Демографија
У насељу Лескова живи 201 пунолетни становник, а просечна старост становништва износи 28,2 година (28,5 код мушкараца и 27,9 код жена). У насељу има 65 домаћинстава, а просечан број чланова по домаћинству је 5,15.
Ово насеље је великим делом насељено Бошњацима (према попису из 2002. године).
|  |

| Демографија | Демографија | Демографија |
| Година      | Становника  | Становника  |
| ----------- | ----------- | ----------- |
| 1948.       | 336         |             |
| 1953.       | 392         |             |
| 1961.       | 393         |             |
| 1971.       | 322         |             |
| 1981.       | 366         |             |
| 1991.       | 392         | 386         |
| 2002.       | 335         | 396         |

| Етнички састав према попису из 2002.‍ | Етнички састав према попису из 2002.‍ | Етнички састав према попису из 2002.‍ | Етнички састав према попису из 2002.‍ | Етнички састав према попису из 2002.‍ |
| ------------------------------------ | ------------------------------------ | ------------------------------------ | ------------------------------------ | ------------------------------------ |
|                                      |                                      |                                      |                                      |                                      |
| Бошњаци                              | Бошњаци                              |                                      | 332                                  | 99,10%                               |
| Муслимани                            | Муслимани                            |                                      | 2                                    | 0,59%                                |
| непознато                            | непознато                            |                                      | 0                                    | 0,0%                                 |

| Година пописа     | 1948. | 1953. | 1961. | 1971. | 1981. | 1991. | 2002. |
| ----------------- | ----- | ----- | ----- | ----- | ----- | ----- | ----- |
| Број домаћинстава | 53    | 58    | 57    | 50    | 56    | 73    | 65    |

| Број чланова      | 1 | 2 | 3 | 4 | 5  | 6  | 7 | 8 | 9 | 10 и више | Просек |
| ----------------- | - | - | - | - | -- | -- | - | - | - | --------- | ------ |
| Број домаћинстава | 2 | 7 | 7 | 9 | 14 | 12 | 6 | 1 | 3 | 4         | 5,15   |

| Пол    | Укупно | Неожењен/Неудата | Ожењен/Удата | Удовац/Удовица | Разведен/Разведена | Непознато |
| ------ | ------ | ---------------- | ------------ | -------------- | ------------------ | --------- |
| Мушки  | 108    | 33               | 72           | 3              | 0                  | 0         |
| Женски | 117    | 30               | 79           | 7              | 1                  | 0         |
| УКУПНО | 225    | 63               | 151          | 10             | 1                  | 0         |

| Пол    | Укупно                    | Пољопривреда, лов и шумарство | Рибарство                            | Вађење руде и камена | Прерађивачка индустрија       |
| ------ | ------------------------- | ----------------------------- | ------------------------------------ | -------------------- | ----------------------------- |
| Мушки  | 82                        | 72                            | 0                                    | 0                    | 1                             |
| Женски | 72                        | 67                            | 0                                    | 1                    | 0                             |
| УКУПНО | 154                       | 139                           | 0                                    | 1                    | 1                             |
| Пол    | Производња и снабдевање   | Грађевинарство                | Трговина                             | Хотели и ресторани   | Саобраћај, складиштење и везе |
| Мушки  | 0                         | 0                             | 1                                    | 0                    | 0                             |
| Женски | 0                         | 0                             | 0                                    | 0                    | 0                             |
| УКУПНО | 0                         | 0                             | 1                                    | 0                    | 0                             |
| Пол    | Финансијско посредовање   | Некретнине                    | Државна управа и одбрана             | Образовање           | Здравствени и социјални рад   |
| Мушки  | 0                         | 0                             | 1                                    | 5                    | 2                             |
| Женски | 0                         | 0                             | 0                                    | 2                    | 1                             |
| УКУПНО | 0                         | 0                             | 1                                    | 7                    | 3                             |
| Пол    | Остале услужне активности | Приватна домаћинства          | Екстериторијалне организације и тела | Непознато            | Непознато                     |
| Мушки  | 0                         | 0                             | 0                                    | 0                    | 0                             |
| Женски | 0                         | 0                             | 0                                    | 1                    | 1                             |
| УКУПНО | 0                         | 0                             | 0                                    | 1                    | 1                             |